# Đảo chính ngày 18 tháng Quả
Cuộc đảo chính 18 Fructidor, Năm V, là một sự chiếm đoạt quyền lực của các thành viên của Hội đồng Đốc chính Pháp vào ngày 4 tháng 9 năm 1797 khi các đối thủ của họ, phe bảo hoàng, đang có được sức mạnh. Howard G. Brown, Giáo sư Lịch sử tại Đại học Binghamton, nhấn mạnh sự chuyển hướng sang chế độ độc tài và sự thất bại của nền dân chủ tự do theo Danh mục, đổ lỗi cho "bạo lực kinh niên, các hình thức công lý mơ hồ, và lặp đi lặp lại sự đàn áp nặng nề."